# Atilio Garrido
Atilio Andrés Garrido Bellón (Montevideo, 22 de noviembre de 1949) es un periodista deportivo, escritor, historiador,guionista, productor y presentador de televisión uruguayo.
Con casi 30 libros publicados, es uno de los historiadores deportivos más prolíficos del Uruguay. Desde 1970 a 2018 cubrió todas las ediciones de la Copa del Mundo así como los torneos más importantes a nivel de selecciones y clubes en Sudamérica como la Copa América, Copa Libertadores y Eliminatorias mundialistas. 
Sin embargo, no solo se limitó al apartado futbolísitico sino que cuenta con obras publicadas referentes a actores políticos y otras de temática urbana.
Con vasta trayectoria en medios escritos, radiales, audiovisuales y digitales, fue comentarista radial de Carlos Solé; llegó a ejercer la jefatura de deportes de los vespertinos El Diario y Últimas Noticias de Montevideo; fue director del portal web de Tenfield-empresa a la que pertenece desde su fundación en 1999-; fue creador, productor, director y presentador de diversos programas futbolísiticos en televisión e integrante del equipo del popular programa Estadio Uno durante 22 años, entre otras actividades.  

## Biografía
Atilio Garrido nació en Montevideo el 22 de noviembre de 1949. Periodista vocacional, ingresó en 1967 a la redacción de deportes del matutino El Debate, en el que permaneció hasta su cierre en 1969.
En octubre de 1968 se incorporó a Radio Sarandí primero cubriendo la información desde los vestuarios y luego como segundo comentarista en las transmisiones futbolísticas encabezadas por el prestigioso relator Carlos Solé.
En 1970 nació Estadio Uno en la televisión uruguaya de la mano de Julio Sánchez Padilla y Garrido se incorporó como comentarista de los partidos de fútbol que se filmaban los sábados y domingos en la tarde en el estadio Centenario, relatados por Carlos Prieto. Dichos partidos se retransmitían en la noche por Canal 5. Continuó en el equipo del programa hasta 1993 en la función de comentarista, panelista, redactor y voz en off de los informes emitidos. 
En 1977 arribó a la redacción deportiva de El Diario, asumiendo en marzo de 1981 la dirección de la página. Con un estilo innovador, suya fue la idea de la colección "Glorias Deportivas" y del suplemento deportivo diario. Permaneció hasta diciembre de 1988, renunciando al cargo al ingresar a la dirección del sector deportes del periódico Últimas Noticias, donde permaneció hasta fines de 1998. En la Copa América 1993 desarrolló la idea del suplemento exclusivo de deportes (16 páginas diarias todos los días que aparecían con la edición normal del periódico).
En 1999, al fundarse la empresa Tenfield, ingresó a la misma en la que desempeñó el cargo de jefe del portal digital además de continuar realizando sus tareas de periodista e investigador.
En 2008 inauguró el ciclo "Habla la historia" en el canal VTV, programa en el que entrevistaba a todas las figuras históricas del fútbol uruguayo y en el que se presentaban diversos informes con la misma temática.
Corresponsal de diversos medios a nivel mundial, desde 2019 es el presidente de la Asociación de Historiadores e Investigadores del Fútbol Uruguayo (AHIFU), que reúne a los más prestigiosos historiadores futbolísticos del Uruguay.

## Premios y distinciones
En la Copa del Mundo de 1982 celebrada en España, la Generalitat de Catalunya convocó un concurso de artículos periodísticos relacionados con Barcelona. Garrido obtuvo el tercer lugar recibiendo el premio de manos de Jordi Puyol, presidente de la Generalitat.
El Jurado del Premio giornalistico Internacionale de la sede "Udine 90", de la Copa del Mundo de Italia 1990, presidido por el presidente de la Administración Provincial, Tisiano Venier, adjudicó a Garrido el premio de diez mil dólares reservado para la prensa extranjera.
En la ceremonia de presentación de la Copa América Centenario, realizado en Bogotá, al cumplirse el centenario de la Confederación Sudamericana de Fútbol, CONMEBOL, Garrido recibió la placa con la siguiente inscripción firmada por Alejandro Domínguez W-S, presidente y Ramón Jesurún, vicepresidente: "La Confederación Sudamericana de fútbol CONMEBOL, agradece al sr. Atilio Garrido por cuidar el patrimonio futbolístico, histórico y cultural de América".
Al desarrollarse la Copa del Mundo de Qatar 2022, a la que no asistió, fue premiado por FIFA por haber concurrido y trabajado en 13 Campeonatos del Mundo: 1970 México, 1974 Alemania Federal, 1978 Argentina, 1982 España, 1986 México, 1990 Italia, 1994 Estados Unidos, 1998 Francia, 2002 Corea / Japón, 2006 Alemania, 2010 Sudáfrica, 2014 Brasil y 2018 Rusia.

## Libros
- 1985  Entre el cielo y el infierno, junto a Rodolfo Sienra Roosen
- 1987  Anuario del futbol uruguayo 1987
- 1988  Anuario del futbol uruguayo 1988
- 1995  Anuario del futbol uruguayo 1995
- 1996  Anuario del futbol uruguayo 1996
- 2000  100 Años De Gloria. La Verdadera Historia Del Fútbol Uruguayo"
- 2000  El gol del siglo", junto a Joselo González
- 2001  Lacalle: con alma y vida
- 2003  Prof. José Ricardo De León : ¿antifútbol o fútbol completo? : mi revolución, junto a Joselo González
- 2010  Cámara Celeste, en Sudáfrica, y al final jugamos los 7 partidos
- 2010  Leones celestes, junto a Fernando González
- 2011  Emilio González Portela : con una mano atrás y otra adelante
- 2011  Cámara Celeste, Copa América 2011, 15 gritos, junto a Sergio Gorzy
- 2011  Siempre en el camino, Luis A. Lacalle
- 2012  La historia del transporte en el Uruguay es la historia de Cutcsa, junto a Marcos Silvera Antúnez
- 2014  Maracaná: la historia secreta
- 2014  Sud América: 100 años de una epopeya heroica, colaboración junto a otros autores
- 2016  Un continente de fútbol. Libro oficial de la CONMEBOL en su centenario
- 2016  Héctor Gómez: un hombre de acción : 100 años de la Conmebol
- 2017  Tito Goncálvez nació y murió capitán : el fútbol uruguayo entre 1956 y 1970
- 2019  Forlán familia de Campeones, junto a Sergio Gorzy
- 2021  Carlos Solé, detrás del mito, junto a Sergio Gorzy y Ana María Solé
- 2021  1891-1913 El final de la polémica
- 2022  Club Atlético Cerro: 100 años, junto a Juan Carlos Nusa
- 2022  150 años de Fútbol, participación en varios capítulos sobre la historia del fútbol uruguayo, junto a otros autores.
- 2023  Herrera: 150 años de historia : 1873-2023
- 2024  Colombes, la historia secreta